# روزهای کاری
روز کاری، به هر روز در هفته اشاره دارد که به شکل رسمی مردم به فعالیت‌های شغلی و کاری خود می‌پردازند. این روزها بین شنبه تا جمعه هستند (بسته به کشور متفاوت است) و شامل تعطیلات رسمی و تعطیلات آخر هفته نمی‌شود. ایام تعطیل، روزهایی هستند که طی آن کارکنان می‌توانند فعالیت‌های شخصی و خانوادگی خود را انجام دهند. این مفاهیم اغلب در زمینه کار به منظور تشخیص روزهایی که کارمندان به کار مشغول هستند و در دسترس سازمان‌ها و اداره‌جات هستند استفاده می‌شوند.
تعریف روزهای کاری بسته به منطقه جغرافیای متفاوت است و به هفته کاری محلی که توسط آداب و رسوم، مذاهب و آیین‌ها و عرف تجاری محلی مرسوم است، بستگی دارد. به عنوان مثال، در ایالات متحده و بیشتر کشورهای غربی، روزهای کاری معمولاً از دوشنبه تا جمعه است.
در اتحادیه اروپا، روزهای کاری عادی بر اساس مقررات زمان کاری اتحادیه اروپا از دوشنبه تا جمعه است.
طول روزهای کاری بسته به منطقه، صنعت و نوع سازمان متفاوت است. استانداردهای رایج شامل روزهای کاری بین ۸ تا ۱۰ ساعت در روز است، اما زمان‌های کاری بین ۴ تا ۱۶ ساعت در زمان‌ها و مکان‌های خاص عادی در نظر گرفته می‌شود.
در امور مالی، نحوه تعریف روزهای کاری به عنوان قراردادهای روز کاری و نحوه تسویه پرداخت‌ها در قراردادهایی مانند سوآپ نرخ بهره شناخته می‌شود.